# Liste potentiell bewohnbarer Planeten

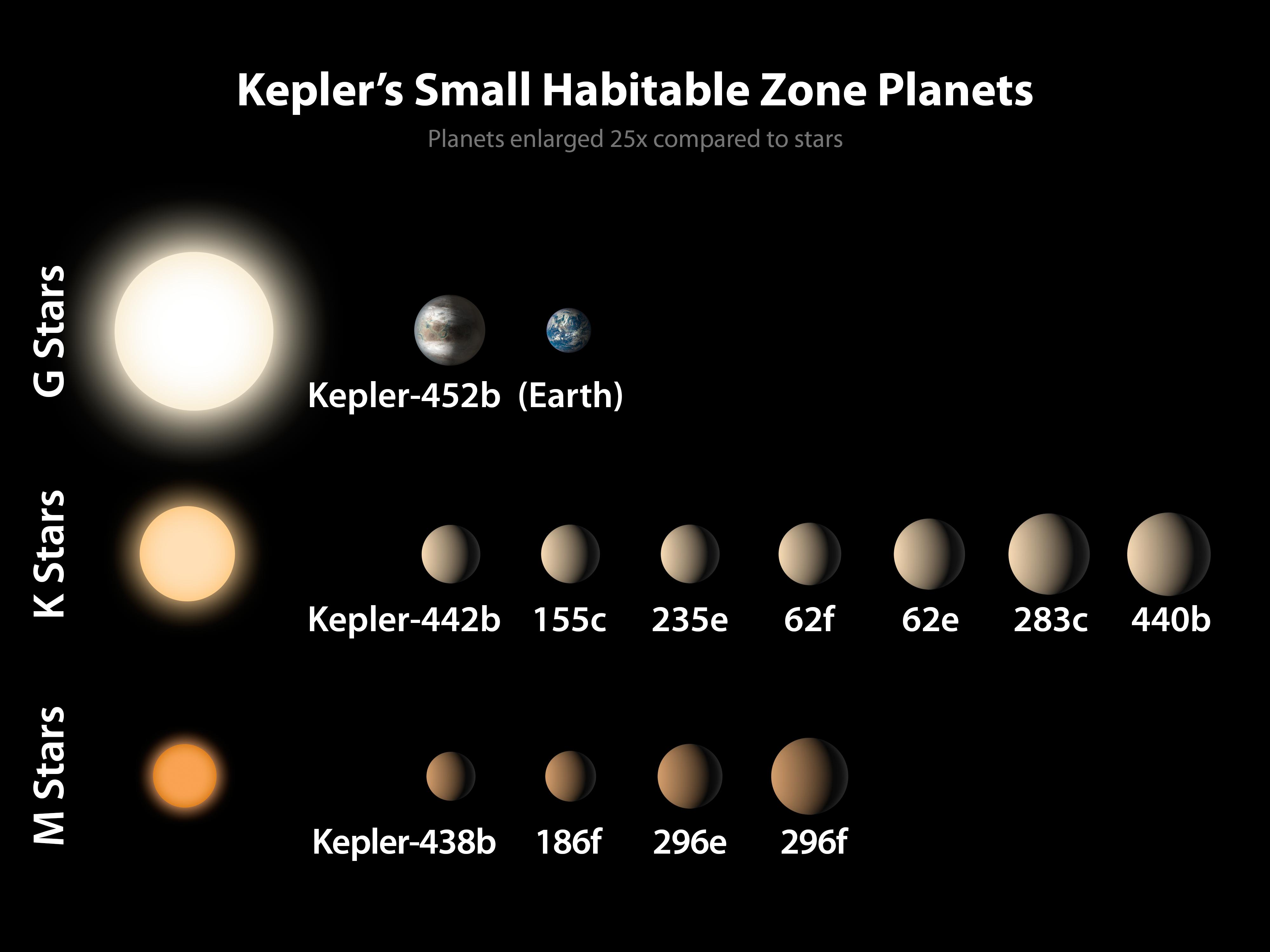
Vergleich einiger durch das Weltraumteleskop Kepler entdeckten Planeten in der habitablen Zone ihres Sterns (2015)

Die Liste potentiell bewohnbarer Exoplaneten basiert auf dem Habitable Worlds Catalog des Planetary Hability Laboratory (PHL) der University of Puerto Rico at Arecibo.

## Legende
NameDer Name bzw. die Katalogbezeichnung des Planeten.
ESIEarth Similarity Index, Grad der Ähnlichkeit des Planeten zur Erde in Bezug auf Energiefluss (Flux), Masse und Radius. Wert zwischen 0 und 1.
PlanetenklasseKlassifikation des PHL, beinhaltet die Spektralklasse des Zentralsterns (G, K, M), die Position des Planeten in der habitablen Zone (Hot, Warm, Cold), und die Größe des Planeten (Miniterran, Subterran, Terran, Superterran, Neptunian, Jovian).
MasseMinimale Masse des Planeten in Erdmassen (Erde=1). Wenn nicht vorliegend, sind Schätzwerte je nach möglicher Zusammensetzung (reines Eisen, Fels, Wasser) angegeben.
RadiusRadius des Planeten in Erdradien (Erde=1). Wenn nicht vorliegend, sind Schätzwerte je nach möglicher Zusammensetzung (reines Eisen, Fels, Wasser) angegeben.
DichteDie durchschnittliche Dichte des Planeten (Erde=1) ist die Masse (in Erdmassen) geteilt durch die 3. Potenz des Planetenradius (in Erdradien).
FluxDurchschnittlicher Energiefluss auf den Planeten (Erde=FE=1,0).
TeqGleichgewichtstemperatur in Kelvin (K) bei einer angenommenen Bond-Albedo der Erde von 255 K oder -18 °C. Die tatsächlichen Temperaturwerte dürften, abhängig von der nicht bekannten Atmosphäre des jeweiligen Planeten, höher als die Gleichgewichtstemperatur liegen (die mittlere Temperatur auf der Erdoberfläche beträgt z. B. 288 K oder 15 °C).
UmlaufzeitDie Zeitdauer in Erdtagen, die der Planet für eine Umkreisung seines Zentralsterns benötigt.
EntfernungDie Entfernung des Planeten, d. h. seines Zentralsterns, von der Erde in Lichtjahren.
StatusGibt an, ob die tatsächliche Existenz des Planeten durch Beobachtungen ausreichend bestätigt werden konnte.

## Liste

### Konservative Auslegung
Die nachfolgend aufgeführten Planeten können aufgrund von Durchmesser (etwa 1,5 Erdradien oder geringer) und Masse (etwa 5 Erdmassen oder geringer) als Gesteinsplaneten angesehen werden, auf deren Oberfläche möglicherweise flüssiges Wasser existieren könnte. Sie befinden sich nach konservativer Auslegung in der habitablen Zone ihrer Zentralsterne. Als solche z. B. wird im Fall eines sonnenähnlichen Sterns der Spektralklasse G der Bereich von 0,99 bis 1,69 AE Abstand vom Stern angesehen.
Die Erde ist zum Vergleich aufgeführt. Bezogen auf das Sonnensystem würden die Venus und der Mars mit einem ESI von jeweils 0,78 bzw. 0,64 eingestuft werden.
| #  | Name          | ESI  | Planetenklasse   | Masse (in M⊕) | Radius (in {\displaystyle R_{\oplus }}) | Dichte (in ρE) | Flux (in FE) | Teq (in K) | Umlaufzeit (in Tagen) | Entfernung (in Lichtjahren) |
| -- | ------------- | ---- | ---------------- | ------------- | --------------------------------------- | -------------- | ------------ | ---------- | --------------------- | --------------------------- |
| 0  | Erde          | 1,00 | G-Warm Terran    | 1,0           | 1,0                                     | 1,0            | 1,0          | 255        | 365,25                | 0                           |
| 1  | Teegarden b   | 0,95 | M-Warm Terran    | ≥ 1,05        | ~ 1,02                                  | 0,99           | 1,15         | ~ 298      | 4,9                   | 12                          |
| 2  | TOI-700 d     | 0,94 | M-Warm Terran    | ~ 1,25        | 1,08                                    | 0,99           | 0,86         | ~ 277      | 37,4                  | 101                         |
| 3  | Kepler-1649c  | 0,92 | M-Warm Terran    | ~ 1,20        | 1,06                                    | 1,01           | 1,23         | ~ 303      | 19,5                  | 300                         |
| 4  | TOI-700 e     | 0,91 | M-Warm Terran    | ~ 0,82        | 0,95                                    | 0,96           | 1,28         | ~ 306      | 27,8                  | 101                         |
| 5  | Trappist-1 d  | 0,91 | M-Warm Subterran | 0,39          | 0,78                                    | 0,82           | 1,12         | ~ 296      | 4,0                   | 40                          |
| 6  | LP 890-9 c    | 0,89 | M-Warm Terran    | -             | 1,37                                    | -              | 0,91         | ~ 281      | 8,5                   | 105                         |
| 7  | K2-72e        | 0,87 | M-Warm Terran    | ~ 2,21        | 1,29                                    | 1,26           | 1,30         | ~ 307      | 24,2                  | 216                         |
| 8  | Proxima b     | 0,86 | M-Warm Terran    | ≥ 1,07        | ~ 1,03                                  | 0,88           | 0,68         | ~ 261      | 11,2                  | 4,2                         |
| 9  | GJ 1002 b     | 0,86 | M-Warm Terran    | ≥ 1,08        | ~ 1,03                                  | 0,99           | 0,67         | ~ 261      | 10,3                  | 15                          |
| 10 | GJ 1061 d     | 0,86 | M-Warm Terran    | ≥ 1,64        | ~ 1,15                                  | 1,08           | 0,69         | ~ 247      | 13,0                  | 11                          |
| 11 | GJ 1061 c     | 0,86 | M-Warm Terran    | ≥ 1,74        | ~ 1,18                                  | 1,06           | 1,45         | ~ 311      | 6,7                   | 11                          |
| 12 | Ross 128 b    | 0,86 | M-Warm Terran    | ≥ 1,40        | ~ 1,11                                  | 1,01           | 1,48         | ~ 317      | 9,9                   | 11                          |
| 13 | GJ 273 b      | 0,85 | M-Warm Terran    | ≥ 2,89        | ~ 1,51                                  | 0,84           | 1,00         | ~ 292      | 18,6                  | 12                          |
| 14 | Kepler-296e   | 0,85 | M-Warm Terran    | ~ 2,96        | 1,52                                    | 0,84           | 1,00         | ~ 282      | 34,1                  | 544                         |
| 15 | Wolf 1069 b   | 0,85 | M-Warm Terran    | ≥ 1,26        | ~ 1,08                                  | 1,00           | 0,65         | ~ 259      | 15,6                  | 31                          |
| 16 | Trappist-1 e  | 0,85 | M-Warm Terran    | 0,69          | 0,92                                    | 0,89           | 0,65         | ~ 258      | 6,1                   | 40                          |
| 17 | Kepler-442b   | 0,84 | K-Warm Terran    | ~ 2,36        | 1,35                                    | 0,96           | 0,70         | ~ 263      | 112,3                 | 1193                        |
| 18 | K2-3 d        | 0,81 | M-Warm Terran    | -             | 1,46                                    | -              | 1,45         | ~ 315      | 44,6                  | 143                         |
| 19 | TOI-715 b     | 0,81 | M-Warm Terran    | ~3,02         | 1,55                                    | 0,81           | 0,71         | ~ 264      | 19,3                  | 138                         |
| 20 | Gliese 667 Cf | 0,76 | M-Warm Terran    | ≥ 2,54        | ~ 1,45                                  | 0,83           | 0,56         | ~ 249      | 39,0                  | 23                          |
| 21 | Kepler-62f    | 0,68 | K-Warm Terran    | -             | 1,41                                    | -              | 0,41         | ~ 230      | 267,3                 | 980                         |
| 22 | Trappist-1 f  | 0,68 | M-Warm Terran    | 1,04          | 1,04                                    | 0,91           | 0,37         | ~ 225      | 9,2                   | 40                          |
| 23 | Teegarden c   | 0,68 | M-Warm Terran    | ≥ 1,11        | ~ 1,04                                  | 0,99           | 0,37         | ~ 225      | 11,4                  | 12                          |
| 24 | Kepler-1229b  | 0,62 | M-Warm Terran    | ~ 2,54        | 1,40                                    | 0,93           | 0,32         | ~ 217      | 86,8                  | 865                         |
| 25 | Kepler-186f   | 0,61 | M-Warm Terran    | ~ 1,71        | 1,17                                    | 1,07           | 0,29         | ~ 212      | 129,9                 | 578                         |
| 26 | Gliese 667 Ce | 0,60 | M-Warm Terran    | ≥ 2,54        | ~ 1,45                                  | 0,83           | 0,30         | ~ 213      | 62,2                  | 23                          |
| 27 | GJ 1002 c     | 0,58 | M-Warm Terran    | ≥ 1,36        | ~ 1,10                                  | 1,02           | 0,26         | ~ 205      | 21,2                  | 16                          |
| 28 | Trappist-1 g  | 0,58 | M-Warm Terran    | 1,32          | 1,13                                    | 0,91           | 0,25         | ~ 204      | 12,4                  | 40                          |

### Optimistische Auslegung
Bei den nachfolgend aufgeführten Planeten ist aufgrund ihres Durchmessers (höher als etwa 1,5 Erdradien) und ihrer Masse (höher als etwa 5 Erdmassen) die Wahrscheinlichkeit geringer, dass sie tatsächlich Gesteinsplaneten sind. Weiterhin befinden sie sich lediglich nach optimistischer Auslegung in der habitablen Zone ihrer Zentralsterne. Als solche z. B. wird im Fall eines sonnenähnlichen Sterns der Spektralklasse G der Bereich von 0,75 bis 1,84 AE Abstand vom Stern angesehen. Die Erde ist zum Vergleich aufgeführt.
| #  | Name          | ESI  | Planetenklasse     | Masse (in M⊕) | Radius (in {\displaystyle R_{\oplus }}) | Dichte (in ρE) | Flux (in FE) | Teq (in K) | Umlaufzeit (in Tagen) | Entfernung (in Lichtjahren) |
| -- | ------------- | ---- | ------------------ | ------------- | --------------------------------------- | -------------- | ------------ | ---------- | --------------------- | --------------------------- |
| 0  | Erde          | 1,00 | G-Warm Terran      | 1,00          | 1,00                                    | 1,00           | 1,00         | 255        | 365,25                | 0                           |
| 1  | Kepler-452b   | 0,83 | G-Warm Superterran | ~ 3,31        | 1,63                                    | 0,70           | 1,11         | ~ 295      | 384,8                 | 1798                        |
| 2  | Kepler-62e    | 0,83 | K-Warm Superterran | -             | 1,61                                    | -              | 1,15         | ~ 298      | 122,4                 | 980                         |
| 3  | Kepler-1652b  | 0,83 | M-Warm Superterran | ~ 3,18        | 1,60                                    | 0,78           | 0,84         | ~ 276      | 38,1                  | 821                         |
| 4  | Wolf 1061 c   | 0,80 | M-Warm Superterran | ≥ 3,41        | ~ 1,66                                  | 0,75           | 1,30         | ~ 293      | 17,9                  | 14                          |
| 5  | Kepler-1410b  | 0,80 | K-Warm Superterran | ~ 3,81        | 1,78                                    | 0,68           | 1,07         | ~ 293      | 60,9                  | 1196                        |
| 6  | Gliese 667 Cc | 0,80 | M-Warm Superterran | ≥ 3,81        | ~ 1,77                                  | 0,69           | 0,88         | ~ 278      | 28,1                  | 23                          |
| 7  | Kepler-1544b  | 0,79 | K-Warm Superterran | ~ 3,81        | 1,78                                    | 0,68           | 0,84         | ~ 276      | 168,8                 | 1092                        |
| 8  | Kepler-283c   | 0,79 | K-Warm Superterran | ~ 3.97        | 1,82                                    | 0,66           | 0,89         | ~ 280      | 92,7                  | 1525                        |
| 9  | Ross 508 b    | 0,77 | M-Warm Superterran | ≥ 4,00        | ~ 1,83                                  | 0,65           | 1,32         | ~ 302      | 10,8                  | 36                          |
| 10 | Kepler-1638b  | 0,76 | G-Warm Superterran | ~ 4,16        | 1,87                                    | 0,64           | 1,39         | ~ 312      | 259,3                 | 4973                        |
| 11 | Kepler-440b   | 0,75 | K-Warm Superterran | ~ 4,13        | 1,91                                    | 0,59           | 1,44         | ~ 308      | 101,1                 | 981                         |
| 12 | Gliese 433 d  | 0,74 | M-Warm Superterran | ≥ 5,22        | ~ 2,14                                  | 0,53           | 1,06         | ~ 292      | 36,1                  | 29,5                        |
| 13 | Kepler-1653b  | 0,74 | K-Warm Superterran | ~ 5,34        | 2,17                                    | 0,52           | 1,04         | ~ 291      | 140,3                 | 2461                        |
| 14 | Kepler-705b   | 0,73 | M-Warm Superterran | ~ 5,09        | 2,11                                    | 0,54           | 0,77         | ~ 269      | 56,1                  | 902                         |
| 15 | Kepler-155c   | 0,73 | M-Warm Superterran | ~ 5,66        | 2,24                                    | 0,50           | 1,05         | ~ 291      | 52,7                  | 956                         |
| 16 | Kepler-22b    | 0,72 | G-Warm Superterran | -             | 2,10                                    | -              | 0,74         | ~ 275      | 289,9                 | 634                         |
| 17 | TOI-2257 b    | 0,72 | M-Warm Superterran | ~ 5,43        | 2,20                                    | 0,51           | 0,74         | ~ 254      | 35,2                  | 188                         |
| 18 | Kepler-443b   | 0,71 | K-Warm Superterran | ~ 6,04        | 2,35                                    | 0,47           | 0,89         | ~ 279      | 177,7                 | 2615                        |
| 19 | Kepler-1701b  | 0,71 | K-Warm Superterran | ~ 5,56        | 2,22                                    | 0,51           | 1,42         | ~ 314      | 169,1                 | 1904                        |
| 20 | K2-18b        | 0,70 | M-Warm Superterran | 8,92          | 2,37                                    | 0,67           | 1,26         | ~ 303      | 32,9                  | 123                         |
| 21 | Kepler-1606b  | 0,70 | G-Warm Superterran | ~ 4,93        | 2,07                                    | 0,56           | 1,64         | ~ 325      | 196,4                 | 2709                        |
| 22 | K2-9b         | 0,70 | M-Warm Superterran | ~ 5,69        | 2,25                                    | 0,50           | 1,45         | ~ 316      | 18,4                  | 270                         |
| 23 | Gliese 180 c  | 0,70 | M-Warm Superterran | ≥ 6,40        | ~ 2,41                                  | 0,46           | 0,78         | ~ 270      | 24,3                  | 38                          |
| 24 | Gliese 163 c  | 0,69 | M-Warm Superterran | ≥ 6,80        | ~ 2,50                                  | 0,44           | 1,25         | ~ 304      | 25,6                  | 49                          |
| 25 | Kepler-1540b  | 0,69 | K-Warm Superterran | ~ 6,77        | 2,49                                    | 0,44           | 0,78         | ~ 270      | 125,4                 | 798                         |
| 26 | Kepler-174d   | 0,68 | K-Warm Superterran | ~ 5,43        | 2,19                                    | 0,52           | 0,59         | ~ 252      | 247,4                 | 1254                        |
| 27 | HD 40307 g    | 0,66 | K-Warm Superterran | ≥ 7,09        | ~ 2,57                                  | 0,42           | 0,67         | ~ 256      | 197,8                 | 42                          |
| 28 | Kepler-296f   | 0,66 | M-Warm Superterran | ~ 3,91        | 1,80                                    | 0,67           | 0,44         | ~ 229      | 63,3                  | 544                         |
| 29 | HIP 38594 b   | 0,65 | M-Warm Superterran | ≥ 8,10        | ~ 2,77                                  | 0,38           | 1,34         | ~ 308      | 60,7                  | 57                          |
| 30 | HN Librae b   | 0,65 | M-Warm Superterran | ≥ 5,46        | ~ 2,20                                  | 0,51           | 0,51         | ~ 242      | 36,1                  | 20                          |
| 31 | K2-288Bb      | 0,65 | M-Warm Superterran | ~ 4,26        | 1,91                                    | 0,61           | 0,44         | ~ 234      | 31,4                  | 213                         |
| 32 | HD 216520 c   | 0,63 | K-Warm Superterran | ≥ 9,44        | ~ 3,04                                  | 0,34           | 1,28         | ~ 305      | 154,4                 | 63                          |
| 33 | GJ 3293 d     | 0,63 | M-Warm Superterran | ≥ 7,60        | ~ 2,67                                  | 0,40           | 0,59         | ~ 251      | 48,1                  | 65                          |
| 34 | LHS 1140b     | 0,62 | M-Warm Superterran | 6,38          | 1,64                                    | 1,45           | 0,36         | ~ 222      | 24,7                  | 48                          |
| 35 | Gliese 357 d  | 0,58 | K-Warm Superterran | ≥ 6,10        | ~ 2,34                                  | 0,48           | 0,38         | ~ 226      | 55,7                  | 30                          |
| 36 | Gliese 682 b  | 0,57 | M-Warm Superterran | ≥ 4,40        | ~ 1,94                                  | 0,60           | 0,31         | ~ 215      | 17,5                  | 16                          |
| 37 | Gliese 229 Ac | 0,56 | M-Warm Superterran | ≥ 8,58        | ~ 2,87                                  | 0,36           | 0,44         | ~ 228      | 121,9                 | 18                          |
| 38 | Gliese 514 b  | 0,52 | M-Warm Superterran | ≥ 5,20        | ~ 2,13                                  | 0,54           | 0,27         | ~ 199      | 140,4                 | 24                          |
| 39 | Gliese 180 d  | 0,48 | M-Warm Superterran | ≥ 7,56        | ~ 2,66                                  | 0,40           | 0,26         | ~ 205      | 106,3                 | 38                          |